# Адамовська Марія
Марія Олійник (*27 серпня 1890, с. Михалків, нині Чортківського району Тернопільської області — †1968, м. Мелвілл, Канада), у шлюбі Адамо́вська — українська літераторка, громадська діячка.

## Життєпис
Від 1897 — в Канаді (місто Канора, Мелвілл).
Авторка віршів, статей, публікацій у періодиці. Представлена в «Антології Українського Письменництва в Канаді» (м. Ванкувер, 1941).